# پنتی لاکسونن
پنتی لاکسونن (فنلاندی: Pentti Laaksonen; ۱۳ ژانویهٔ ۱۹۲۹ – ۲۹ آوریل ۲۰۰۵) بازیکن بسکتبال اهل فنلاند بود. وی در بازی‌های المپیک تابستانی ۱۹۵۲ حضور داشته‌است.